# 짐바브웨 대학교
짐바브웨 대학교(영어: University of Zimbabwe, UZ)는 짐바브웨 하라레에 있는 공립 대학이다. 1952년에 로디지아 니아살랜드 대학교로 개교했으며 처음에는 런던 대학교와 제휴했다. 나중에 로디지아 대학교로 이름이 바뀌었고, 1980년 짐바브웨의 독립에 따라 현재의 이름을 채택했다. UZ는 짐바브웨에서 가장 오래되고 최고의 순위를 가진 대학이다.
9개의 학부와 1개의 단과대학(농업, 예술, 상업, 교육, 공학, 법학, 과학, 사회, 수의학, 보건과학대학)으로 구성되어 있다. 대학교는 고등교육부와 고등교육부 산하 국립고등교육위원회를 통해 인가를 받았다. 영어는 교육 언어이다. 한때 매우 성공적인 대학이었지만, UZ는 2008년 이후 도전에 직면했고, 지금은 재도약 중이다. 대학의 위상을 높이기 위한 주요 작업이 이루어지고 있다. 본교에서는 재단장이 진행되고 있으며, 많은 시설들이 업그레이드되어 대학을 국제 학술 브랜드로 만들고 있다. 대학은 로버트 무가베 정권의 구성원들, 특히 그레이스 무가베에게 부정 학위를 수여한 것에 대해 비판에 직면했다.

## 학부
UZ에서 학부 학습의 기본 형식은 교수나 강사의 강의와 조교 강사의 튜토리얼이다. 많은 프로그램들은 또한 실험실 기반의 실습과 현장 학교를 가지고 있다. 과정 내용에 대한 시험과 과제는 이론 과정 성적에 따라 등급이 매겨진다. 해당될 경우 실무는 실무 학점으로 등급이 매겨진다. 이론, 그리고 어떤 경우에는 실용적으로 검사가 행해진다.
학위 프로그램은 과정 단위 모델을 따르며, 많은 프로그램에서 학생들이 다양한 옵션에서 일부 과정을 선택할 수 있다. 우등 학위에는 학생들이 개별적으로 이수해야 하는 필수 프로젝트 과정이 있으며, 학생마다 수행하는 프로젝트가 다르다.

## 중앙 집권
이 대학의 명목상 총장은 짐바브웨의 대통령이다. 대학 평의회는 대학의 최고 책임자, 상원 대표, 직원, 학생, 고등 및 고등 교육부 장관 지명자로 구성되며 대표들은 다양한 상업 및 시민사회 부문을 구성한다. 대학의 최고 책임자는 부총장이며, 부총장은 고등교육부 장관과 대학평의회와의 협의를 거쳐 총장이 임명한다. 부총장은 대학 평의회에서 고등 및 고등 교육장관의 승인을 받아 임명한 한 명 이상의 친 부총장의 도움을 받는다.
대학의 학술 권위는 상원에 있으며, 최고 책임자, 학장, 전체 교수, 학과장, 학생 대표 등으로 구성된다. 대학은 총장이 관리하고 모든 교수와 강사로 구성된 교수위원회가 관리한다.

## 학생 생활

### 거주지
메인 캠퍼스에는 5개의 여성 거주지가 있다. 스윈턴 홀, 1, 4, 5단지, 카손더스, 그리고 맨프레드 호드슨 홀, 2단지, 3단지, 맨프레드 호드슨 별관(옛 신관)의 네 개의 남성 거주지가 있다. 의과대학 캠퍼스에는 메디컬 레지던스, 하라레 중심부의 애비뉴에는 마운트 로열 레지던스가 있다. 이 주거지는 2007년 6월 대학 당국이 정비와 위생 문제를 이유로 문을 닫았다가 2014년 다시 문을 열었다.

### 젠더 이슈
1990년대 중반 아프리카 대학과 마찬가지로 UZ 대학 입학의 성별 격차는 문제가 되었고 1995년 대학 정책에 차별 철폐 조치가 도입되었다. 하지만, 많은 여학생들은 남성 위주의 수업을 듣거나 학생 정치에 참여하는 것을 금지당한다고 느낀다. 여성들은 성 관련 폭력과 성적 착취에 의해 위협을 받는다.